# Martin Helme
Martin Helme (sinh ngày 24 tháng 4 năm 1976) là chính khách người Estonia. Trước đây, ông từng giữ chức vụ làm Bộ trưởng Tài chính Estonia từ ngày 29 tháng 4 năm 2019 đến ngày 26 tháng 1 năm 2021. Hiện tại, ông đang giữ chức vụ làm lãnh đạo Đảng Bảo thủ Nhân dân Estonia kể từ ngày 4 tháng 7 năm 2020.